# Missiezusters Oblaten van de Assumptie
De Missiezusters Oblaten van de Assumptie (Frans: Oblates missionnaires de l'Assomption) is een zusterscongregatie die in 1865 in Frankrijk werd gesticht.
De stichters waren pater Emmanuel d'Alzon (1810-1880) -die in 1845 reeds de mannelijke tak, de Augustijnen van de Assumptie of kortweg Assumptionisten, te Nîmes had gesticht- en zuster Emmanuel-Marie Correnson (1842-1900). 
De congregatie vestigde zich achtereenvolgens in Frankrijk (1865), Bulgarije (1868), Turkije (1889), België (1894), Italië (1902), Nederland (1903), Engeland (1903) en vele andere landen in diverse werelddelen. Hun verschijning in Nederland en België is terug te voeren op de Franse seculariseringspolitiek.
Het generalaat van de congregatie is gevestigd te Parijs, het Nederlands provincialaat te Hulsberg. Volgens de Pius Almanak waren er in 2016 nog twintig leden in Nederland. De mannelijke tak is in Nederland gevestigd in Kasteel Stapelen te Boxtel.